# 乔恩·艾弗耐特
乔纳森·迈克尔·“乔恩”·艾弗耐特（英語：Jonathan Michael "Jon" Avnet，1949年11月17日—），美国导演、编剧、制片人。执导作品《刹那芳华》、《油炸綠蕃茄》、《树屋上的童真》、《捨不得你》、《红角落》、《华沙起义》、《88分鐘》、《世紀交鋒》、《一点小信仰》和《三个基督》。
另外，他还与乔丹·克纳联合创立了艾弗耐特–克纳制片人公司（Avnet–Kerner Productions），两人合作16年，共制作15部电影和14部电视剧，最终于2002年分道扬镳，自立品牌布鲁克林影业（Brooklyn Films）。
1975年，艾弗耐特与艺人芭芭拉·布罗迪结婚，有三个孩子。